# Matthias Eickels
Matthias Eickels (* 15. Dezember 1887 in Klinkum; † 10. Dezember 1942 im KZ Dachau) ist ein deutscher römisch-katholischer Märtyrer.

## Leben
Matthias Eickels wuchs in Wegberg bei Mönchengladbach auf, lernte Schuhmacher und wurde 1916 Eisenbahner. Im Jahre 1916 heiratete er Anna Heinrichs aus Klinkum. Aus der Ehe gingen vier Kinder hervor. Die Familie wohnte in Beeckerheide. Im Jahr 1931 wurde er Reichsbahnassistent und zwei Jahre später, 1933 am Bahnhof Wegberg beschäftigt. Ab 1933 geriet er als bekennender Katholik in Opposition zu den örtlichen Nationalsozialisten. Er wurde von einem Lehrer als „Volksschädling und Saboteur“ verklagt und 1935 nach Krefeld-Linn strafversetzt, 1938 nach Baal (Hückelhoven). Vernehmungen, Schikanen und Strapazen durch die Entfernung von der Familie machten ihn krank, so dass er am 10. November 1941 in den Ruhestand versetzt werden musste. Am 18. März 1942 wurde er verhaftet, weil er zu Hause Religionsunterricht erteilt hatte. Am 26. Juni 1942 kam er in das KZ Dachau. Dort starb er am 10. Dezember 1942 im Alter von 54 Jahren.

## Gedenken
Die Römisch-katholische Kirche in Deutschland hat Matthias Eickels als Märtyrer aus der Zeit des Nationalsozialismus in das deutsche Martyrologium des 20. Jahrhunderts aufgenommen.
Am 27. Januar 2023 wurde am Wohnsitz der Familie Eickels ein Stolperstein im Gedenken an die Ermordung von Matthias Eickels verlegt.